# Old Boy (film, 2003)
Pour les articles homonymes, voir Old Boy.
Série
Sympathy for Mister Vengeance
(2002) Lady Vengeance
(2005)
Pour plus de détails, voir Fiche technique et Distribution.
Old Boy (올드보이, Oldeuboi), parfois écrit Oldboy, est un film sud-coréen réalisé par Park Chan-wook, sorti en 2003. Le scénario est une adaptation du manga du même nom de Nobuaki Minegishi et Garon Tsuchiya sorti en 1997. Ce dernier est notamment inspiré en grande partie du Comte de Monte-Cristo.
Il s'agit du deuxième volet d'un triptyque de Park Chan-wook sur le thème de la vengeance, qui s'ouvre en 2002 avec Sympathy for Mister Vengeance et se conclut en 2005 avec Lady Vengeance.

## Synopsis
Alors qu'il s'apprêtait à fêter l'anniversaire de sa fille, Oh Dae-su est arrêté par la police pour ivresse sur la voie publique. Arrivé plus tard, son ami Joo-hwan, persuade les policiers de le laisser repartir. Mais sur le chemin du retour, Oh Dae-su est enlevé. Il est ensuite séquestré dans une pièce, sans savoir par qui ni pourquoi, avec pour seul lien avec l'extérieur une télévision, par laquelle il apprend que sa femme a été assassinée, qu'il est le principal suspect du meurtre et que sa fille a été confiée à des parents adoptifs. Oh Dae-su passe le temps en s'entraînant à boxer contre les murs et en essayant de creuser un tunnel pour s'échapper.
Relâché quinze ans plus tard, toujours sans explication, Oh Dae-su se voit confier un téléphone et est contacté par le commanditaire de son enlèvement alors qu'il est dans un restaurant. Après avoir dévoré un poulpe vivant, il s’évanouit et Mi-do, la cheffe cuisinière, est prise de compassion et le recueille chez elle. Oh Dae-su tente de coucher avec elle, mais Mi-do le repousse tout en lui avouant néanmoins qu'elle est elle-aussi attirée par lui.
Nargué par le mystérieux commanditaire de son enlèvement, qui communique par messagerie internet avec Mi-do, Oh Dae-su enquête. En faisant le tour des restaurants, il reconnait le goût des raviolis qu'il a eu comme seul repas pendant 15 ans. Il suit un livreur et retrouve ainsi son lieu de détention. Il torture le responsable, Park Cheol-woong, en lui arrachant les dents avec un marteau et il apprend que la raison donnée pour sa détention était qu'il « parlait trop ». Il quitte ensuite les lieux après avoir mis hors de combat tous les hommes de Park Cheol-woong.
Lee Woo-jin, le commanditaire, révèle alors son identité à Oh Dae-su et lui donne cinq jours pour découvrir pourquoi il l'a vraiment fait emprisonner. S'il réussit, Lee Woo-jin se suicidera mais s'il échoue, Mi-do sera tuée.
Oh Dae-su et Mi-do finissent par coucher ensemble. Puis Oh Dae-su retrouve son ami Joo-hwan qui lui apprend que Lee Woo-jin était dans le même lycée qu'eux. Il se rappelle alors l'avoir surpris en train d'avoir des relations avec sa propre sœur, Soo-ah, et en avoir parlé juste avant son départ du lycée, lançant ainsi une rumeur qui a poussé Soo-ah à se suicider. Lee Woo-jin, qui espionne Joo-hwan pour se tenir informé des découvertes, tue celui-ci après l'avoir entendu dire du mal de Soo-ah.
Au terme des cinq jours, Oh Dae-su va trouver Lee Woo-jin et reconnaît sa responsabilité dans la mort de Soo-ah. Lee Woo-jin révèle alors à Oh Dae-su que Mi-do est sa propre fille et qu'il les a fait hypnotiser tous les deux pour qu'ils tombent amoureux et commettent l'inceste. Lee Woo-jin le menace de faire la même révélation à Mi-do et Oh Dae-su va jusqu'à se couper la langue avec une paire de ciseaux pour l'en dissuader. Lee Woo-jin, satisfait, accepte d'épargner la vérité à Mi-do et se suicide peu après.
Oh Dae-su contacte la femme qui l'avait déjà hypnotisé afin qu'elle efface de sa mémoire le souvenir que Mi-do est sa fille en scindant sa personnalité en deux. Mi-do retrouve Oh-Dae su, lui dit qu'elle l'aime et l'embrasse. Oh Dae-su sourit mais ce sourire se transforme en grimace douloureuse.

## Fiche technique
Sauf indication contraire, les informations mentionnées dans cette section peuvent être confirmées par la base de données cinématographiques IMDb,  présente dans la section « Liens externes ».
- Titre : Old Boy
- Titre original : 올드보이 (Oldeuboi)
- Titre québécois : 15 ans volés
- Réalisation : Park Chan-wook
- Scénario : Park Chan-wook, Joon-hyung Lim et Jo-yun Hwang
  - d'après le manga Old Boy de Nobuaki Minegishi
  - d'après les personnages créés par Park Chan-wook
  - d'après une histoire de Garon Tsuchiya
- Musique : Jo Yeong-wook
- Direction artistique : Seong-hie Ryu
- Décors : Seong-hie Ryu
- Costumes : Jo Sang-gyeong
- Photographie : Chung Chung-hoon
- Son : Lee Seung-cheol, Stephane Werner
- Montage : Kim Sang-bum et Kim Jae-bum
- Production : Kim Dong-joo et Syd Lim
  - Production exécutive : Han Jae-Duk
  - Production déléguée : Kim Dong-ju
- Sociétés de production[1] : Show East, en association avec Egg Films
- Sociétés de distribution :
  - Monde : Wild Side Films[2]
  - Corée du Sud :  CJ Entertainment
  - France : BAC Films[2]
- Budget : 3 millions de $[3]
- Pays de production :  Corée du Sud
- Langue originale : coréen
- Format[4] : couleur - 35 mm - 2,35:1 (Cinémascope) - son Dolby Digital | Dolby Surround 7.1
- Genre : drame, thriller et action
- Durée : 120 minutes
- Dates de sortie[5] :
  - Corée du Sud : 21 novembre 2003
  - France : 15 mai 2004 (Festival de Cannes) ; 29 septembre 2004 (sortie nationale)
  - Canada : 15 septembre 2004 (Festival international du film de Toronto)
  - Belgique : 13 octobre 2004
  - Québec : 22 avril 2005[6]
- Classification[7] :
  - Corée du Sud : interdit aux moins de 18 ans (R).
  - France : interdit aux moins de 16 ans (CCOC)[8],[9],[Note 1].

## Distribution
- Choi Min-sik (VFB : Philippe Résimont) : Oh Dae-soo
- Yu Ji-tae (VFB : Arnaud Léonard) : Lee Woo-jin
- Kang Hye-jeong (VFB : Maia Baran) : Mi-do
- Ji Dae-han (VFB : Benoît Van Dorslaer) : No Joo-hwan
- Oh Dal-soo (VFB : Raphaël Anciaux) : Park Cheol-woong
- Kim Byeong-ok : M. Han
- Lee Seung-shin : Yoo Hyung-ja
- Yun Jin-seo (VFB : Nicolas Dubois) : Lee Soo-ah
- Oh Kwang-rok (VFB : Patrick Donnay) : l'homme qui se suicide

Sources et légende : Carton diffusé en fin de film sur Netflix[source insuffisante]
Doublage réalisé en Belgique[réf. nécessaire].

## Production
Old Boy est au départ un manga de Nobuaki Minegishi et Garon Tsuchiya en huit volumes, sorti en 1997. Le producteur Kim Dong-joo en a racheté les droits d'adaptation pour moins de 11 000 euros.
Le film est le deuxième opus d'un triptyque sur le thème de la vengeance, initié en 2002 avec Sympathy for Mister Vengeance et clôturé en 2005 avec Lady Vengeance. L'homme au chien qui se suicide au tout début du film est interprété par Oh Kwang-rok, qui jouait déjà un personnage d'anarchiste tout à la fin de Sympathy for Mister Vengeance. Il fait aussi partie d'une des familles des victimes dans Lady Vengeance.
Quatre poulpes vivants ont été mangés par Choi Min-sik pour la scène du bar à sushi, une scène qui a provoqué une certaine polémique à l'étranger. Manger du poulpe vivant est banal en Corée, mais il est quand même habituellement d'abord découpé en tranches. Quand le film a remporté le Grand Prix à Cannes, le cinéaste a tenu à remercier les poulpes en plus de l'équipe. Choi Min-sik est végétarien, il a transgressé ses convictions pour tourner cette scène. La dernière scène, qui se déroule dans un lieu enneigé, a été tournée en Nouvelle-Zélande.

### Bande originale
La bande originale de  Old Boy a été composé par Shim Hyun-jung, Lee Ji-soo et Choi Seung-hyun.
- 01 - Look Who's Talking - 1′41″
- 02 - Somewhere in the Night - 1′29″
- 03 - The Count of Monte Cristo - 2′34″
- 04 - Jailhouse Rock - 1′57″
- 05 - In a Lonely Place - 2′29″
- 06 - It's Alive - 2′36″
- 07 - The Searchers - 3′29″
- 08 - Look Back in Anger - 2′11″
- 09 - Les Quatre Saisons de Vivaldi - 3′03″
- 10 - Room at the Top - 1′36″
- 11 - Cries and Whispers - 3′32″
- 12 - Out of Sight - 1′00″
- 13 - For Whom the Bell Tolls - 2′45″
- 14 - Out of the Past - 1′25″
- 15 - Breathless - 4′21″
- 16 - The Old Boy - 3′44″
- 17 - Dressed to Kill - 2′00″
- 18 - Frantic - 2′28″
- 19 - Cul-de-Sac - 1′32″
- 20 - Kiss Me Deadly - 3′27″
- 21 - Point Blank - 0′27″
- 22 - Farewell, My Lovely - 2′47″
- 23 - The Big Sleep - 1′34″
- 24 - The Last Waltz - 3′23″

## Accueil

### Accueil critique
Sur le site internet Rotten Tomatoes, le film recueille 80 % de critiques favorables, avec un score moyen de 7,3/10 et sur la base de 127 critiques collectées, et il obtient un score de 74/100 sur le site Metacritic, sur la base de 31 critiques. En 2008, le magazine Empire le classe à la 64e place dans sa liste des 500 meilleurs films de tous les temps. Il figure dans le Top 250 du classement des meilleurs films de l'Internet Movie Database, basé sur les votes du public, avec une note de 8,4/10.
En France, les critiques ont également été positives dans l'ensemble. Le Parisien évoque une « incroyable histoire de vengeance » à l'interprétation magistrale et à la mise en scène impressionnante, L'Humanité, « une mise en scène époustouflante » et une représentation crue mais sans voyeurisme de la violence, Le Nouvel Observateur « un film noir halluciné » à l'intrigue géniale et déroutante et des personnages complexes, Les Inrockuptibles « un film méticuleusement pensé et réfléchi », Première un cinéaste avec de « considérables capacités de styliste et de raconteur », et Le Monde « une œuvre hybride et teigneuse mais peu convaincante ».

### Box-office
Le film a rapporté 14 980 005 dollars au box-office, l'essentiel provenant de Corée du Sud où il a réalisé plus de trois millions d'entrées. Il a réalisé 143 350 entrées en France.

## Distinctions
Sauf mention contraire, cette liste provient d'informations de l'Internet Movie Database.

### Récompenses
- Grand prix du jury lors du Festival de Cannes 2004
- Prix du meilleur film lors du Festival international du film de Catalogne en 2004
- Prix du public lors du Festival du film de Stockholm en 2004
- Grand Bell Awards du meilleur acteur (Choi Min-sik), meilleur réalisateur, meilleur montage (Kim Sang-beom), meilleur éclairage et meilleure musique en 2004
- Prix du public au Festival international du film de Bergen en 2004
- Prix du meilleur film étranger lors des British Independent Film Awards en 2004
- Prix du meilleur film asiatique lors des Hong Kong Film Awards en 2005
- Prix du meilleur réalisateur au Festival international du film de Bangkok en 2005
- Grand Prix de l'Union de la critique de cinéma en 2005

### Nominations
- Prix du cinéma européen pour le meilleur film non-européen en 2004
- Saturn Award du meilleur film d'action, d'aventures ou thriller en 2006
- Critics' Choice Movie Award du meilleur film en langue étrangère en 2006

## Autour du film
- Avant la fusillade de l'université Virginia Tech, Cho Seung-Hui a envoyé à la NBC une photo[17] de lui tenant en ses mains un marteau, comme Oh-Daesu sur l'affiche du film, un rapprochement fait par la presse.

## Remakes
Un remake indien intitulé Zinda, réalisé par Sanjay Gupta, est sorti en 2005. Il ne s'agit toutefois pas d'un remake officiel et ni Park Chan-wook ni Tsuchiya Garon ne sont mentionnés dans le générique.
Un remake américain devait être réalisé par Justin Lin en 2006, mais le projet a en fin de compte été annulé. Le projet a finalement été mené à bien par Spike Lee. Le film, également intitulé Old Boy, est sorti en 2013, avec Josh Brolin dans le rôle principal.